# Synodontis orientalis
Synodontis orientalis är en fiskart som beskrevs av Lothar Seegers 2008. Synodontis orientalis ingår i släktet Synodontis och familjen Mochokidae. Inga underarter finns listade i Catalogue of Life.